# Мама (фільм, 2013)
«Мама» (англ. Mama) — іспансько-канадський фільм у жанрі жахи, трилер від режисера Андреса Мускетті (був також сценаристом), що вийшов 2013 року. У головних ролях Джессіка Честейн, Ніколай Костер-Валдау, Меган Чарпентье.
Сценаристом стрічки також були Ніл Кросс і Барбара Мускетті, продюсерами були Дж. Майлс Дейл і Барбара Мускетті. Вперше фільм продемонстрували 17 січня 2013 року у ряді країн, у тому числі і в Україні.

## Сюжет
Джеффрі, під негативним впливом світової фінансової кризи 2008 року, вбиває свою дружину, а дітей, Вікторію і Ліллі забирає у будиночок у лісі. Там він планує вбити їх, а потім здійснити самогубство. Проте фігура невідомої особи вбила Джеффрі, завадивши йому це зробити. Через 5 років їх знаходять брат-близнюк Джеффрі — Лукас і його наречена Аннабель.

## У ролях
| Актор                 | Персонаж                                                                | Роль                    |
| --------------------- | ----------------------------------------------------------------------- | ----------------------- |
| Джессіка Честейн      | Аннабель Мур (англ. Annabel Moore)                                      | дівчина Лукаса          |
| Ніколай Костер-Валдау | Лукас Десендж / Джеффрі Десендж (англ. Lucas Desange / Jeffrey Desange) | хлопець Аннабель        |
| Меган Чарпентье       | Вікторія Десендж (англ. Victoria Desange)                               | старша сестра Ліллі     |
| Ізабель Нелісс        | Ліллі Десендж (англ. Lilly Desange)                                     | молодша сестра Вікторії |
| Деніел Кеш            | Джеральд Дрейфус (англ. Gerald Dreyfuss)                                | психіатр                |
| Хав'єр Ботет          | Mama (англ. Mama)                                                       |                         |
| Джейн Моффат          | Джін Подольскі / Голос Мами (англ. Jean Podolski / Voice of Mama)       | мати Ліллі і Вікторії   |

## Сприйняття

### Критика
Фільм отримав загалом змішані відгуки: Rotten Tomatoes дав оцінку 66 % на основі 144 відгуків від критиків (середня оцінка 6/10) і 57 % від глядачів із середньою оцінкою 3,5/5 (133,322 голоси). Загалом на сайті фільми має змішаний рейтинг, фільму зарахований «стиглий помідор» від кінокритиків, проте «розсипаний попкорн» від глядачів, Internet Movie Database — 6,3/10 (65 645 голосів), Metacritic — 57/100 (35 відгуків критиків) і 6,4/10 від глядачів (190 голосів). Загалом на цьому ресурсі від критиків фільм отримав змішані відгуки, а від глядачів — позитивні.

### Касові збори
Під час показу у США, що розпочався 18 січня 2013 року, фільм був показаний у 2,647 кінотеатрах і зібрав $28,402,310, що на той час дозволило йому зайняти 1 місце серед усіх прем'єр. Показ фільму протривав 77 днів (11 тижнів) і завершився 4 квітня 2013 року. За цей час фільм зібрав у прокаті у США $71,628,180, а у решті світу $74,800,000, тобто загалом $146,428,180 при бюджеті $15 млн. Від продажу DVD-дисків було виручено $5,342,469.
Під час показу в Україні, що стартував 17 січня 2013 року, протягом першого тижня фільм був показаний у 47 кінотеатрах і зібрав $113,993, що на той час дозволило йому зайняти 7 місце серед усіх прем'єр. Показ завершився 3 лютого 2013 року, за цей час в Україні фільм зібрав $277,423.

### Нагороди і номінації[12]
| Рік  | Нагорода                                 | Категорія                                           | Номінант         | Результат |
| ---- | ---------------------------------------- | --------------------------------------------------- | ---------------- | --------- |
| 2013 | Гільдія режисерів Канади                 | Монтаж фільмів — художній фільм                     | Мішель Конрой    | Номінація |
| 2013 | Гільдія режисерів Канади                 | Продакшн дизайн — художній фільм                    | Анастасія Масаро | Номінація |
| 2013 | Гільдія режисерів Канади                 | Звуковий монтаж — художній фільм                    | Аллан Фунґ       | Номінація |
| 2013 | Fantasporto                              | Найкраща актриса                                    | Джессіка Честейн | Перемога  |
| 2013 | Fantasporto                              | Найкращий режисер                                   | Андрес Мускетті  | Перемога  |
| 2013 | Fantasporto                              | Найкращий фільм                                     | стрічка          | Перемога  |
| 2013 | Golden Trailer Awards                    | Найкращі жахи                                       | стрічка          | Перемога  |
| 2013 | Golden Trailer Awards                    | Найкращий постер фільму-жахів                       | стрічка          | Номінація |
| 2013 | Golden Trailer Awards                    | Найкращий фільм / вигляд назви                      |                  | Номінація |
| 2013 | Кінофестиваль у Жерарме                  | Найкращий художній фільм (Приз глядацьких симпатій) | Андрес Мускетті  | Перемога  |
| 2013 | Кінофестиваль у Жерарме                  | Найкращий фільм (Ґранд-прі)                         | Андрес Мускетті  | Перемога  |
| 2013 | Кінофестиваль у Жерарме                  | Ґранд-прі молодіжного журі                          | Андрес Мускетті  | Перемога  |
| 2013 | Міжнародний кінофестиваль у Палм Спрінґс | Приз режисерів                                      | Андрес Мускетті  | Перемога  |